# (4409) Kissling
(4409) Kissling – planetoida z pasa głównego asteroid okrążająca Słońce w ciągu 5 lat i 107 dni w średniej odległości 3,04 j.a. Została odkryta 30 czerwca 1989 roku w obserwatorium w przez Alana Gilmore’a i Pamelę Kilmartin. Nazwa planetoidy pochodzi od Warwicka M. Kisslinga (ur. 1957), nowozelandzkiego matematyka. Przed nadaniem nazwy planetoida nosiła oznaczenie tymczasowe (4409) 1989 MD.